# 吾者那
吾者那（發音：[ʔṵzənà]，1311年—1368年）或稱吾者那二世、紹孟尼，1325年至1368年任蒲甘總督，他是前任總督蘇涅的兒子。吾者那名義上是蒲甘國王，實際上是從屬於彬牙王國的總督，權力僅止於蒲甘城周邊。1365年至1368年吾者那從屬於阿瓦王國。阿瓦王國國王明基蘇瓦紹蓋是吾者那的堂侄。吾者那逝世於1368年。